# Milia (Famagosta)
Milia (in greco Μηλιά?, letteralmente "albero di mele"; in turco Yıldırım)  è un villaggio di Cipro. Il villaggio si trova de facto nel distretto di Gazimağusa della Repubblica Turca di Cipro del Nord, mentre de iure appartiene al distretto di Famagosta della Repubblica di Cipro.

## Geografia fisica
Milia, o Milea, è un villaggio situato nella pianura della Messaria, tre chilometri a nord-est di Peristerona Pigi e sei chilometri a sud-est di Lefkoniko/Geçitkale.

## Origini del nome
Milia in greco significa "albero di mele". Nel 1975, i turco-ciprioti ribattezzarono il villaggio Yıldırım, come il villaggio nel sud di Cipro da cui provengono molti degli attuali abitanti del villaggio. Yıldırım era il nome turco del villaggio di Kellia nel distretto di Larnaca. Il nome significa "fulmine".

## Società

### Evoluzione demografica
Nel censimento ottomano del 1831, i cristiani (greco-ciprioti) costituivano gli unici abitanti del villaggio. Per tutto il periodo britannico il villaggio fu abitato esclusivamente da greco-ciprioti. La sua popolazione aumentò costantemente da 410 nel 1901 a 1.141 nel 1960.
Tutti gli abitanti del villaggio fuggirono nell'agosto 1974 dall'esercito turco che avanzava verso la parte meridionale dell'isola. Attualmente, come il resto dei greco-ciprioti sfollati, i greco-ciprioti di Milia sono sparsi nel sud dell'isola, soprattutto nelle città. Il numero dei greco-ciprioti di Milia sfollati nel 1974 era di circa 1.140 (1.134 nel censimento del 1973).
Oggi il villaggio è abitato principalmente da turco-ciprioti sfollati dal villaggio di Kellia nel distretto di Larnaca. Il censimento del 2006 poneva la popolazione del villaggio a 542 persone.